# Laguna Verde (Chili)
Pour les articles homonymes, voir Laguna Verde.

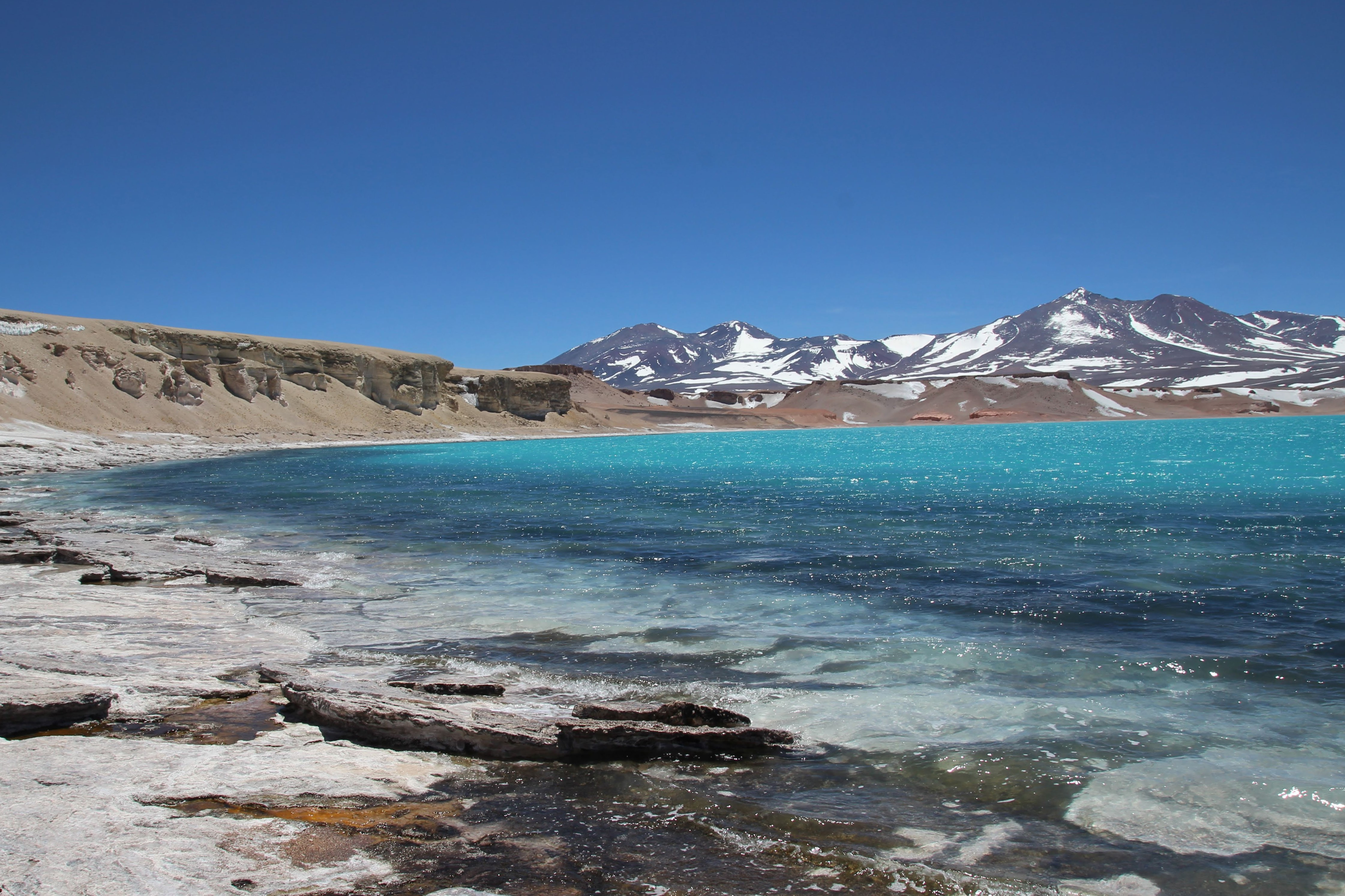
Laguna Verde, 2018

La Laguna Verde (en français « lagune ou petit lac vert ») est un lac du Chili situé à 265 kilomètres à l'est-nord-est de Copiapó, dans la IIIe région d'Atacama.

## Description

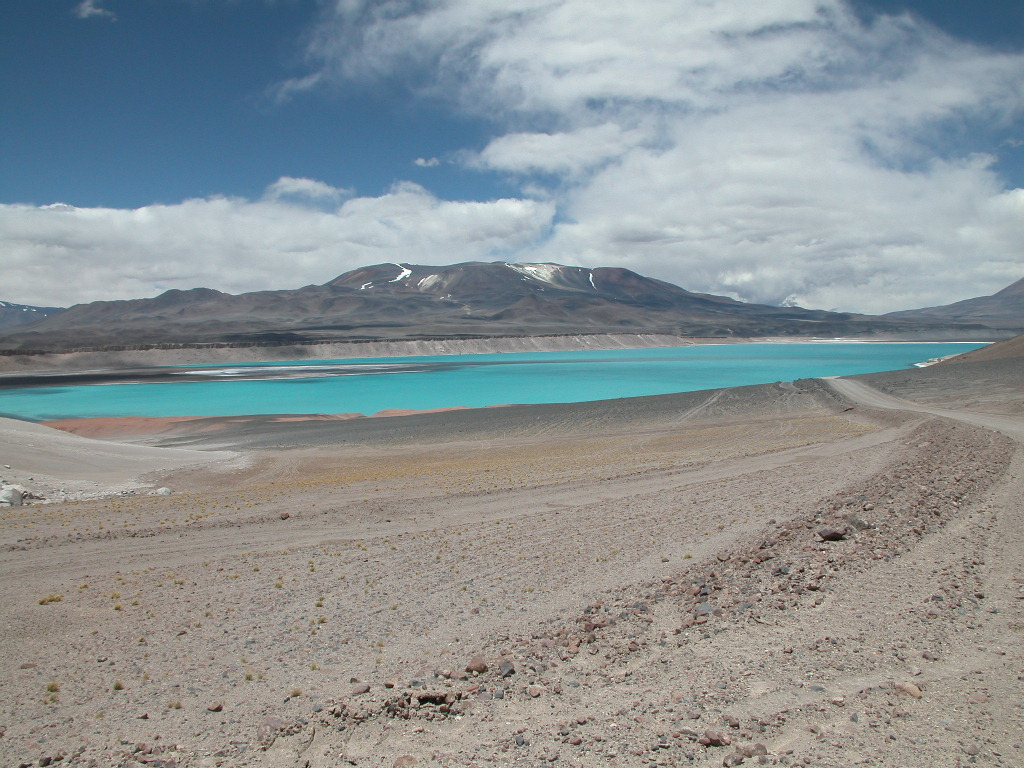
Vue de la Laguna Verde. Vue vers l'est

C'est un lac hypersalin de montagne qui se trouve à 4 200 mètres d'altitude et à 23 kilomètres du col du Paso de San Francisco. La route chilienne no 31 la contourne et la longe du côté Sud.
La lagune est apparemment dépourvue de vie, ceci étant dû à l'extrême salinité de ses eaux. Elle tire son nom de la superbe couleur turquoise de ses eaux.
Elle se trouve dans une vallée profonde entourée de volcans enneigés surtout du côté sud et sud-ouest, de loin le plus élevé. On y trouve les volcans Nevado Ojos del Salado, El Muerto, Nevado Incahuasi et d'autres encore. La faune est fort rare dans cette zone et adaptée aux conditions naturelles.

## Tourisme

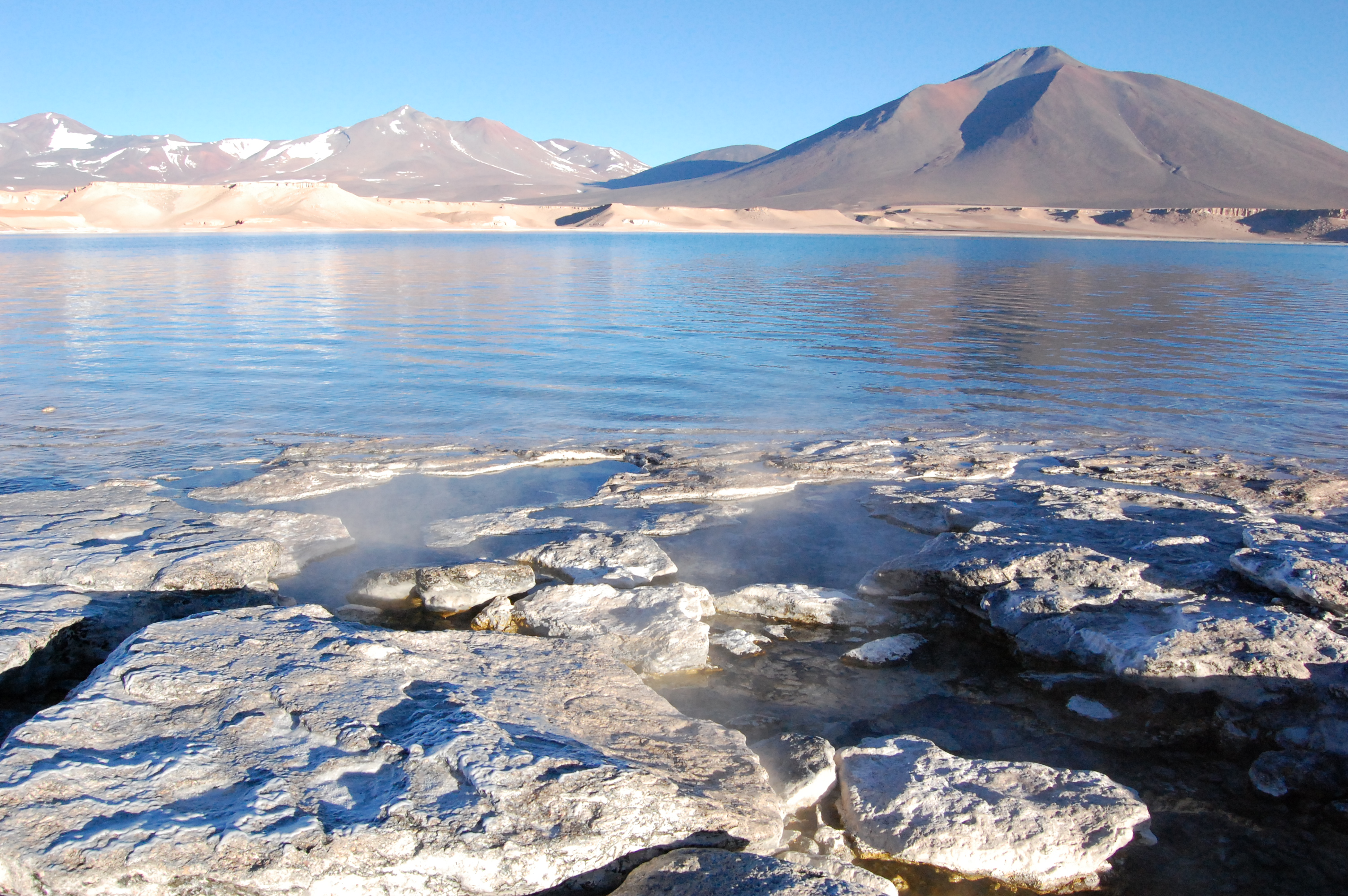
Sources chaudes dans la Laguna Verde chilienne.

La Laguna Verde représente une véritable attraction pour les nombreux touristes du monde entier qui viennent l'admirer, bravant les malaises dus à l'altitude, au vent et au froid.
La lagune possède des thermes alimentés naturellement par le volcanisme qui règne en maître dans tout le secteur. Elle constitue un point de rencontre et une excellente base de départ pour les amateurs de sports extrêmes qui y réalisent leur acclimatation, ou y passent quelques moments de repos.